# Osvaldo Silva Kewitz
Luis Osvaldo Silva Kewitz (Santiago, 11 de julio de 1949) es un actor, director y productor de teatro chileno, de ascendencia alemana.

## Biografía
Nació el 11 de julio de 1949, en Santiago. Hijo de Osvaldo Silva Küllmer; compositor, folklorista y director musical de Radio Sur y de Elena Kewitz Zeller, ambos de ascendencia alemana, provenientes de la inmigración alemana en Chile.
Su familia paterna, originaria de Rotenburg an der Fulda, emigró a Chile y se estableció en una colonia alemana en Valdivia. Por otro lado, su bisabuelo materno, Franz Kewitz (n. 1849), junto a su esposa y tres hijos, embarcaron en el vapor Orellana de la compañía Pacific Steam Navigation Company, que zarpó el 12 de marzo de 1896 desde Liverpool con destino a Ancud. La familia recibió por parte del Estado de Chile, un fundo de cien hectáreas en Ancud.
Realizó sus estudios primarios en la Escuela Experimental Salvador Sanfuentes y completó su educación secundaria en el Liceo Darío Salas de Santiago, donde se graduó en 1967. A los catorce años, Osvaldo Silva recibió una beca otorgada por el Ministerio de Educación para estudiar teatro en una academia durante tres años. Durante ese tiempo, fue compañero de la joven aspirante a actriz Shlomit Baytelman.

## Carrera artística
En 1961, Silva de 12 años hizo su debut en televisión en un programa de música infantil El reino de la música, dirigido por Miguel Littin en los estudios de Chilefilms. Con 17 años de edad, en 1966, Silva hace su primera intervención en teatro junto al director Eugenio Guzmán en la obra La dama del canasto, de Isidora Aguirre, producida por la compañía de teatro de Silvia Piñeiro.
En paralelo con su nuevo oficio, obtuvo pequeños papeles que le ofrece Canal 13 —Juani en sociedad en 1967 (junto a Sonia Viveros), El socio en 1968 o El rosario de plata en 1969—. Entre 1966 y 1967, protagonizó diversas fotonovelas de romance y suspenso, donde alcanza popularidad entre el público adolescente.
A comienzos de la década de 1970, se integró a la compañía de teatro Córdova y Leguía, de Lucho Córdoba y Olvido Leguía. También, ejerció como actor en diversos teleteatros y programas de televisión en la Corporación de Televisión de la Pontificia Universidad Católica de Chile y en Canal 9 de la Universidad de Chile. En 1976 asumió como productor de la compañía de teatro Le Signe. Posteriormente, asumió como actor y productor general de la compañía Teatro Itinerante, cargos que ocupó entre 1977 y 1987.
En la década de 1980, Silva participó en varias telenovelas en las que destaca un mayor protagonismo en Bellas y audaces, Las dos caras del amor y A la sombra del ángel de Televisión Nacional de Chile. En 1987 se asocia junto a su mujer, la actriz Cecilia Cucurella, y crean la compañía de teatro Silva & Cucurella. Pese a su buen momento televisivo tras Bellas y audaces, en 1991 se retira de la televisión y recorre gran parte de Chile para luego radicarse durante ocho años en Estados Unidos (Miami y Orlando), actuando y dirigiendo obras de teatro. En 1998, regresó a su país y retomó su carrera en teatro y televisión chilena.

## Vida personal
Su primer matrimonio fue en 1968, donde fue padre de Alejandro y Rodrigo Silv.. Contrajo matrimonio en segundas nupcias con la actriz Cecilia Cucurella, con quien padre de Sebastián; compositor.

## Filmografía
| Año  | Título             | Papel          | Director         |
| ---- | ------------------ | -------------- | ---------------- |
| 1989 | Todo por nada      | Andrés         | Alfredo Lamadrid |
| 2006 | Rojo, la película  | Emilio Acevedo | Nicolás Acuña    |
| 2012 | No                 | Él mismo       | Pablo Larraín    |
| 2013 | El niño del puente | Carlos Ordóñez |                  |
| 2015 | Talión             |                | Martín Tuta      |
| 2016 | University         | Víctor Hidalgo | Alejandro Díaz   |

## Televisión
| Año  | Título                 | Papel                | Ref.                        |
| ---- | ---------------------- | -------------------- | --------------------------- |
| 1986 | La dama del balcón     | Julio López          | ¿? episodios                |
| 1987 | Mi nombre es Lara      | Eugenio Santillán    |                             |
| 1988 | Bellas y audaces       | Esteban Greve        | Protagonista; 101 episodios |
| 1988 | Las dos caras del amor | Roberto Neira        | Protagonista; 55 episodios  |
| 1989 | A la sombra del ángel  | Humberto Valle       | Protagonista; 45 episodios  |
| 1990 | El milagro de vivir    | Pedro Molina         | Protagonista; 78 episodios  |
| 1999 | Fuera de control       | Iván Marinovic       |                             |
| 2000 | Sabor a ti             | Ulises Calquín       | ¿? episodios                |
| 2003 | Pecadores              | Bruno Botero         | 7 episodios                 |
| 2004 | Destinos cruzados      | Exequiel Recabarren  | ¿? episodios                |
| 2005 | Gatas y tuercas        | Doctor               | 4 episodios                 |
| 2006 | Amor en tiempo record  | Orlando Gonzaléz     |                             |
| 2007 | Corazón de María       | Doctor Opazo         | ¿? episodios                |
| 2007 | Vivir con 10           | Wanderlei da Silva   | ¿? episodios                |
| 2008 | Mala conducta          | Maximiliano Bello    |                             |
| 2009 | Mujeres de lujo        | Renato Montes        |                             |
| 2010 | Manuel Rodríguez       | Enrique de Sotomayor | 2 episodios                 |
| 2010 | Primera dama           | César Cox            | 2 episodios                 |
| 2011 | Esperanza              | Ulises Leighton      | [ 14 ]                      |
| 2012 | Soltera otra vez       | Cristóbal Cerutti    | 3 episodios                 |
| 2012 | La sexóloga            | Julio César Gálvez   | 10 episodios                |
| 2013 | Graduados              | Ignacio Aliaga       | 6 episodios                 |
| 2013 | Soltera otra vez 2     | Cristóbal Cerutti    | 15 episodios                |
| 2014 | El amor lo manejo yo   | Sergio Montalbán     |                             |
| 2016 | Te doy la vida         | Horacio Valdés       | [ 15 ]                      |
| 2016 | Amanda                 | Alfonso Undurraga    | 13 episodios                |
| 2017 | Verdades ocultas       | Rodolfo Mackenna     | [ 17 ]                      |
| 2022 | Hasta encontrarte      | Gonzalo Cienfuegos   | 3 episodios                 |

| Año  | Título                                       | Papel                    | Ref.                              |
| ---- | -------------------------------------------- | ------------------------ | --------------------------------- |
| 1967 | Juani en sociedad                            | —                        |                                   |
| 1968 | El socio                                     | —                        |                                   |
| 1969 | El rosario de plata                          | Miguel                   |                                   |
| 1975 | Golondrinas de Invierno                      |                          | Protagonista                      |
| 1977 | Mocosita                                     | Juan                     | Protagonista                      |
| 1990 | Corín Tellado: Mis mejores historias de amor | Juan / Gabriel Tellez    | 2 episodios                       |
| 1998 | Los Cárcamo                                  | Leonardo Casanova        |                                   |
| 2002 | El día menos pensado                         | Daniel Calabrese / César | 2 episodios                       |
| 2003 | Amores urbanos                               | Bernardo                 |                                   |
| 2003 | Justicia para todos                          | Mario Morris             | Episodio: Fruta prohíbida         |
| 2004 | La vida es una lotería                       | Camilo                   |                                   |
| 2005 | Es cool                                      | Juez                     |                                   |
| 2005 | Heredía & Asociados                          | Sebastián Arismendi      | Episodio: El regreso de Rigoletto |
| 2006 | Huaiquimán y Tolosa                          | Nibaldo González         |                                   |
| 2006 | Mea culpa                                    | Mario Bravo              | Episodio: El amante               |
| 2007 | Mi primera vez                               | Alfonso Echenique        | Episodio: Andrea                  |
| 2013 | Lo que callamos las mujeres                  | Tadeo / Leonel           | 2 episodios                       |

#### Programas
- 1961: El reino de la música (Canal 13) - Programa de música infantil, dirigido por Miguel Littin
- 1970: Ese sitio (Canal 9)
- 1971-1972: Los nueve a las nueve (Canal 9) - Programa de teleteatros, dirigido por Sergio Riesenberg
- 1973: Así vivimos (Canal 6)
- 1987-1988: Jappening con Ja (TVN) – Cameo
- 1987: Miss Chile 1997 (TVN) - Juez
- 1988: XXIX Festival Internacional de la Canción de Viña del Mar (TVN) - Juez internacional
- 1990: Premios Apes 1990 - Presentador
- 1994-1998: Sábado Gigante Internacional (Canal 13) - Productor
- 2016: Algo personal (UCV) - Él mismo
- 2017: Mucho gusto (Mega) - Él mismo
- 2018: Algo personal (UCV) - Él mismo (junto a Cecilia Cucurella)
- 2019: Cada día mejor (La Red) - Él mismo

## Fotonovelas
- 1967: Debemos salvar nuestro amor (Revista Cine Amor)
- 1968: Adiós al pasado (Revista Marcela)
- 1976: No te quiero (Revista Contigo)

## Teatro
como Actor
- 1966: La dama del canasto (dir.: Eugenio Guzmán)
- 1976: Luka Milic, medico cirujano (dir.: Domingo Tessier; Teatro Cariola)[9]
- 1980: Las tentaciones de Pedro (dir.: Fernando González Mardones; Teatro Itinerante)
- 1981: Peer Gynt (dir.: Fernando González Mardones; Teatro Itinerante)
- 1981: Sueño de una noche de verano (dir.: Eugenio Guzmán; Teatro Itinerante)
- La pérgola de las flores (dir. Eugenio Guzmán; Teatro Cariola)
- 1983: Nuestro pueblo (dir.: Domingo Tessier; Teatro Itinerante)[10]
- 1984: Manuel Leonidas Donaire y las cinco mujeres que lloraban por él (dir.: Nelson Brodt; Teatro Itinerante)
- 1986: Tartufo (dir.: Eugenio Guzmán; Teatro Itinerante)
- 1986: Como en Santiago (dir.: Eugenio Guzmán; Teatro Camilo Henríquez)
- 1987: No hay que llorar de Roberto Cossa (dir.: Arnaldo Berríos)[18]
- 1988: La ronda (dir.: Eugenio Guzmán; Teatro Cariola)
- 2000: Encrucijada de Egon Wolff (dir.: Loreto Valenzuela)
- 2002: Yo soy tu (dir.: Liliana Ross)[19]
- 2005: El canciller (dir.: Nicolás Fontaine; Sala La Comedia)[20]
- 2010: Matapasión (dir.: Eduardo Barril)
- 2010: Sin chistar
- 2010: 50 y tontos, calientes pero no tanto
- 2011: Cómo ser feliz en el matrimonio y no morir en el intento
- 2012: Des-concierto para dos
- 2012: Alicia en el país de los hombres de Ana Isatarú (dir.: Eduardo Barril)[21]
- 2013: Matapasiones o la cosa (de Eduardo Barril).[22]
- 2013: Hombres
- 2014: Pareja en juego de Isidora Aguirre
- 2019: Escenas de la vida conyugal (dir.: Christian Villarreal)
- 2021: De vez en cuando la vida
- 2024: 50 y tontos

como Productor general
- 1977: Equus (dir.: Fernando González Mardones; Teatro Le Signe)
- 1977: Romeo y Julieta (dir.: Fernando González Mardones; Teatro Itinerante)
- 1978: Un tranvía llamado deseo (dir.: Fernando González Mardones; Teatro Le Signe)
- 1979: Chañarcillo  (dir.: Fernando González Mardones; Teatro Itinerante)[23]
- 1980: La princesa Panchita  (dir.: Eugenio Guzmán; Teatro Itinerante)
- 1980: Las tentaciones de Pedro (dir.: Fernando González Mardones; Teatro Itinerante)
- 1981: Peer Gynt (dir.: Fernando González Mardones; Teatro Itinerante)
- 1982: La Celestina (dir.: Edgardo Bruna; Teatro Itinerante)[24]
- 1983: La última edición (dir.: dir.: Fernando González Mardones)
- 1983: Nuestro pueblo (dir.: Domingo Tessier; Teatro Itinerante)
- 1984: El amor, el gran sueño del hombre (dir.: Eugenio Guzmán; Teatro Itinerante)
- 1984: Manuel Leonidas Donaire y las cinco mujeres que lloraban por él (dir.: Nelson Brodt; Teatro Itinerante)[25]
- 1985: El ceniciento (dir.: Eugenio Guzmán; Teatro Itinerante)
- 1986: Tartufo (dir.: Eugenio Guzmán; Teatro Itinerante)
- 1986: Como en Santiago (dir.: Eugenio Guzmán; Teatro Itinerante)
- 1987: Rescate en monopatín (dir.: Ana Reeves; Teatro Itinerante)
- 1987: Bodas de sangre (dir.: Alejandro Sieveking; Teatro Itinerante)
- De uno a diez, cuanto me quieres? (en Estados Unidos)
- 2011: Cómo ser feliz en el matrimonio y no morir en el intento
- 2013: Matapasiones o la cosa de Eduardo Barril.
- 2023: Hombres
- 2014: Pareja en juego
- 2019: Escenas de la vida conyugal (dir.: Christian Villarreal)

## Reconocimientos
- 2018: Premio a la Trayectoria Artística por Festival de Teatro de Villarrica.[26]